# Стрельцовский сельский совет
Стрельцовский сельский совет (укр. Стрільцівська сільська рада) — входит в состав
Меловского района
Луганской области
Украины.

## Населённые пункты совета
- с. Калмыковка
- с. Новоникольское
- с. Стрельцовка

## Адрес сельсовета
92530, Луганська обл., Міловський р-н, с. Стрільцівка, вул. Радянська, 4; тел. 9-42-31  (укр.)